# Каратэ-пацан: Легенды
«Каратэ-пацан: Легенды» (англ. Karate Kid: Legends) — фильм о боевых искусствах и шестой художественный фильм франшизы «Парень-каратист», являющийся кроссовером между оригинальной тетралогией и ремейком 2010 года. Снят Джонатаном Энтвистлом по сценарию Роба Либера. В главных ролях: Джеки Чан, Ральф Маччио и Бен Ван.
После выхода ленты «Парень-каратист 4» (1994) — являющейся четвёртым фильмом франшизы — в 2010 году был выпущен ремейк. Прямым продолжением четырёх оригинальных фильмов стал телесериал «Кобра Кай». В сентябре 2022 года стало известно, что в разработке находится новый фильм франшизы «Парень-каратист», не связанный с «Коброй Кай».
Премьера картины в США состоялась 30 мая 2025 года.

## Сюжет
Одаренный юный боец Ли Фонг со своей матерью переезжает в США из Китая. Он изучал кун-фу в Китае под руководством мистера Хана. Старший брат Ли погиб в уличной драке и мама берёт обещание, что сын никогда не будет драться. Он знакомится с девушкой Миа и её отцом Виктором, который должен денег местным теневым дельцам. Ли сталкивается с бывшим парнем Миа, задирой по имени Коннор, представителем местной школы каратэ. Ли приходится нарушить обещание, чтобы постоять за честь тех, кто стал ему дорог. 

## В ролях
- Ральф Маччио — Дэниэл Ларуссо
- Джеки Чан — мистер Хан
- Бен Ван — Ли Фон
- Джошуа Джексон — Виктор
- Сэди Стэнли[англ.] — Миа
- Минг-На Вен — мама Ли

## Создание
За фильмом «Парень-каратист» (1984) последовали три продолжения: «Парень-каратист 2» (1986), «Парень-каратист 3» (1989) и «Парень-каратист 4» (1994). В 2010 году был выпущен ремейк картины 1984 года со схожим сюжетом, но с другими персонажами. Также ремейк посвящён не карате, а кунг-фу, поскольку события фильма происходили в Китае. В 2018 году на YouTube Red состоялась премьера телесериала «Кобра Кай», который стал продолжением оригинальных четырёх фильмов франшизы; также в сериале фигурируют несколько актёров из первых трёх фильмов.
В сентябре 2022 года в разработку был запущен фильм, описанный как «возвращение оригинальной франшизы „Парень-каратист“». Вскоре после этого один из создателей «Кобры Кай» Джон Харвитц сообщил, что фильм не будет связан с телесериалом. В ноябре 2023 года стало известно, что режиссёром стал Джонатан Энтвистл, сценаристом — Роб Либер, а продюсером — Карен Розенфельт.
В августе 2023 года появилась информация, что Джеки Чан вернётся к роли мистера Хана из ремейка 2010 года. Позже, в конце ноября 2023 года, Джеки Чан и Ральф Маччио (сыгравший Дэниэла Ларуссо в первых трёх фильмах франшизы «Парень-каратист») официально присоединились к актёрскому составу проекта. Стало известно, что события фильма 1984 года и ремейка 2010 года происходят в одной вымышленной вселенной; до этого Джон Харвитц говорил, что ремейк — фильм «вселенной Мияги» (англ. Miyagi-verse). Впоследствии Чан и Маччио объявили о проведении открытого кастинга на главную роль в ленте — китайского подростка, переехавшего на Восточное побережье и начавшего изучать боевые искусства. В феврале 2024 года главную роль получил Бен Ван. В марте нераскрытие роли получили Джошуа Джексон, Сэди Стэнли и Минг-На Вен.
Съёмки фильма проходили с 1 апреля по 3 июня 2024 года под рабочим названием «Victory Boulevard» (с англ. — «Бульвар Победы»).

## Релиз
Выход фильма на экраны США состоялся 30 мая 2025 года. Первоначально премьера должна была состояться 7 июня 2024 года, но была перенесена на 15 декабря из-за забастовки SAG-AFTRA. Позже Sony сдвинула фильм на 30 мая 2025 года, чтобы он не пересекался с финальным сезоном «Кобры Кай».